# Džamát Šaríat
Džamát Šaríat je největší islamistická vojenská organizace v předkavkazském Dagestánu v Ruské federaci s hlavním sídlem v Machačkale. Vznikla během Druhé čečenské války, aby podporovala nezávislost Dagestánu coby islámského státu.
Na svém kontě má už stovky obětí, zejména z řad ruských bezpečnostních a vojenských sil, ale také úředníků i civilistů. Ovlivňuje také separatistické konflikty v Čečensku a Ingušsku. Své členy a základny má i v Ázerbájdžánu.
V Dagestánu se prohlašuje za legitimní autoritu, jejímž cílem je ustavit spravedlivou společnost založenou na právu šaría. Z toho titulu považuje útoky na policii nebo na kněze ruské pravoslavné církve za oprávněné.